# Smash Into Pieces
A Smash Into Pieces egy svéd rock-metal együttes, amely 2008-ban alakult Örebróban, a Melodifestivalen döntőjének résztvevői voltak 2023-ban és 2024-ben.

## Történet
A zenekart 2008-ban alapította Benjamin Jennebo, Per Bergquist, Isak Snow, Viktor Vidlund és Chris Adam Hedman Sörbye. 2009-ben adták ki első kislemezüket, a Fading-et, mely a 33. helyet érte el a svéd kislemezlistán. 2012-ben szerződést kötöttek a Gain Music Entertainmenttel, amely a Sony Music Entertainment része. Néhány hónappal később, a Bandit Rock Awards-on megkapják a Band Revelation of the Year díjat. Debütáló albumuk, az Unbreakable 2013. április 10-én jelent meg, és a 7. helyet érte el a svéd albumlistán. A lemez megjelenését európai turné követte, először az Amaranthe és a Deals Death, majd később az Alter Bridge és a Halestorm oldalán.
2015. február 25-én jelent meg második albumuk, a The Apocalypse DJ, amelyet a Checkmate című kislemez kiadása előzött meg. Szintén ebben az évben jelent meg a Stronger és a Color of Your Eyes című dal is. A második album megjelenése után Isak Snow elhagyta a bandát. 2016. január 6-án kiadták a Merry Go Round-ot, a harmadik stúdióalbum felvezetéseként. A Rise and Shine című lemez 2017. január 27-én jelent meg. Erről az albumról a fő kislemezek a Higher és a Boomerang című dalok voltak. A harmadik album megjelenése után Viktor Vidlund is kilépett a zenekarból. Mindössze egy évvel a Rise and Shine megjelenése után, 2018. október 12-én adták ki a negyedik albumukat, az Evolvert.
A zenekar 2020. augusztus 28-án jelentette meg az ötödik albumát, az Arcadia-t, egy képregény kíséretében, amely az album videoklipjeinek történetéhez kapcsolódott. Hatodik albumuk, az A New Horizon egy évvel később, 2021. augusztus 27-én jelent meg. Az albumot az Arcadia folytatásaként kezelték, a videoklipjei pedig az elődjétől elbeszélt történetet folytatják. 2021. október 29-én megjelent egy deluxe verzió, amely minden dal akusztikus változatát tartalmazza. 2022-ben a zenekar amerikai turnéra indult. Az év hátralévő részében folytatták a turnét Európa-szerte, miközben 2022. szeptember 9-én kiadták hetedik albumukat, a Disconnectet.
Az együttes 2023-ban vett részt először a svéd eurovíziós válogatóműsorban. A Six Feet Under című dalt 2023. február 25-én a negyedik válogatóban adták elő. Itt a második helyen jutottak tovább a március 11-i döntőbe, ahol a szavazáson 112 pontot sikerült összegyűjteniük (53-at a nemzetközi zsűriktől, 59-et a nézőktől kaptak), így összesítésben a harmadik helyen végeztek.
A zenekar megkezdte első észak-amerikai turnéját, a Citizen Soldier támogatásával. A turné után kiadták a Six Feet Under akusztikus változatát a Citizen Soldierrel közösen. Azt is megerősítették, hogy a Cyan Kicks-szel közös európai turnéjuk mellett a nyolcadik albumon is dolgoznak, amelyet 2024-ben adnak ki. A The Tide 2023 áprilisában jelent meg, melyet júniusban egy másik kislemez, a Flow követett. Szeptemberben jelent az Out of Here című dal.
2023. december 1-jén jelentette be az SVT, hogy az együttes bejutott a versenydalukkal a Melodifestivalen következő évi mezőnyébe. A Heroes Are Calling című dalt először a február 3-án rendezendő első elődöntőben adták elő Malmőben. A szavazás első fordulójában az első helyen végeztek, így továbbjutottak a március 9-i döntőbe, ahol 90 pontot sikerült összegyűjteniük (31-et a nemzetközi zsűriktől és 59-et a nézőktől kaptak), mellyel összesítésben ismételten a harmadik helyen végeztek.

## Tagok
- Chris Adam Hedman Sörbye
- Benjamin Jennebo
- The Apocalypse DJ
- Per Bergquist

### Korábbi tagok
- Isak Snow
- Viktor Vidlund

## Diszkográfia

### Albumok
- Unbreakable (2013)
- The Apocalypse DJ (2015)
- Rise and Shine (2017)
- Evolver (2018)
- Arcadia (2020)
- A New Horizon (2021)
- Disconnect (2022)
- Ghost Code (2024)

### EP-k
- VR kikker (2021)

### Kislemezek
| Cím                                                                        | Év   | Legjobb slágerlistás helyezés | Album                  |
| Cím                                                                        | Év   | SWE                           | Album                  |
| -------------------------------------------------------------------------- | ---- | ----------------------------- | ---------------------- |
| Fading                                                                     | 2009 | 33                            | Unbreakable            |
| I Want You to Know                                                         | 2012 | —                             | Unbreakable            |
| Colder                                                                     | 2013 | —                             | Unbreakable            |
| A Friend Like You                                                          | 2013 | —                             | Unbreakable            |
| Unbreakable                                                                | 2013 | —                             | Unbreakable            |
| Come Along                                                                 | 2014 | —                             | Unbreakable            |
| Disaster Highway                                                           | 2014 | —                             | The Apocalypse DJ      |
| Checkmate                                                                  | 2015 | —                             | The Apocalypse DJ      |
| Stronger                                                                   | 2015 | —                             | The Apocalypse DJ      |
| Color of Your Eyes                                                         | 2015 | —                             | The Apocalypse DJ      |
| Rock N Roll (The Apocalypse Tribute)                                       | 2015 | —                             | The Apocalypse DJ      |
| Merry Go Round                                                             | 2016 | —                             | Rise and Shine         |
| Let Me Be Your Superhero                                                   | 2016 | —                             | Rise and Shine         |
| Higher                                                                     | 2016 | —                             | Rise and Shine         |
| YOLO                                                                       | 2017 | —                             | Rise and Shine         |
| Boomerang (Jay Smith-szel közösen)                                         | 2017 | —                             | Nem jelent meg albumon |
| Radioactive Mother (Lover)                                                 | 2017 | —                             | Nem jelent meg albumon |
| Superstar in Me                                                            | 2018 | —                             | Evolver                |
| Ride with U                                                                | 2018 | —                             | Evolver                |
| In Need of Medicine                                                        | 2018 | —                             | Evolver                |
| Paradise                                                                   | 2018 | —                             | Evolver                |
| Like This!                                                                 | 2018 | —                             | Evolver                |
| My Precious                                                                | 2019 | —                             | Evolver                |
| Human                                                                      | 2019 | —                             | Nem jelent meg albumon |
| Arcadia                                                                    | 2019 | —                             | Arcadia                |
| Ego                                                                        | 2019 | —                             | Arcadia                |
| Mad World (Tears for Fears feldolgozás)                                    | 2020 | —                             | Arcadia                |
| Godsent                                                                    | 2020 | —                             | Arcadia                |
| All Eyes on You                                                            | 2020 | —                             | Arcadia                |
| Everything They S4Y                                                        | 2020 | —                             | Arcadia                |
| Big Bang                                                                   | 2020 | —                             | Arcadia                |
| Counting on Me                                                             | 2020 | —                             | Arcadia                |
| Wake Up                                                                    | 2020 | —                             | Arcadia                |
| Rise Up                                                                    | 2021 | —                             | A New Horizon          |
| Real One                                                                   | 2021 | —                             | A New Horizon          |
| Bangarang                                                                  | 2021 | —                             | A New Horizon          |
| My Wildest Dream                                                           | 2021 | —                             | A New Horizon          |
| Broken Parts                                                               | 2021 | —                             | A New Horizon          |
| Cut You Off                                                                | 2021 | —                             | A New Horizon          |
| Glow in the Dark                                                           | 2021 | —                             | A New Horizon          |
| The Rain                                                                   | 2021 | —                             | Disconnect             |
| Not Waiting for Heaven                                                     | 2021 | —                             | Nem jelent meg albumon |
| Deadman                                                                    | 2022 | —                             | Disconnect             |
| Vanguard                                                                   | 2022 | —                             | Disconnect             |
| A Shot In the Dark                                                         | 2022 | —                             | Disconnect             |
| Valhalla                                                                   | 2022 | —                             | Disconnect             |
| Heathens                                                                   | 2022 | —                             | Disconnect             |
| Throne                                                                     | 2022 | —                             | Disconnect             |
| Freight Train                                                              | 2022 | —                             | Disconnect             |
| Guillotine                                                                 | 2022 | —                             | Disconnect             |
| Sleepwalking                                                               | 2022 | —                             | Ghost Code             |
| Six Feet Under                                                             | 2023 | 2                             | Ghost Code             |
| The Tide                                                                   | 2023 | —                             | Ghost Code             |
| Flow                                                                       | 2023 | —                             | Ghost Code             |
| Watching Over You                                                          | 2023 | —                             | Ghost Code             |
| Out of Here                                                                | 2023 | —                             | Ghost Code             |
| Venom                                                                      | 2023 | —                             | Ghost Code             |
| Trigger                                                                    | 2024 | —                             | Ghost Code             |
| Heroes Are Calling                                                         | 2024 | —                             | Ghost Code             |
| Flame (Liamoo-val közösen)                                                 | 2024 | —                             |                        |
| In the End (ER-rel és Samuel Ericssonnal közösen, Linkin Park-feldolgozás) | 2024 | —                             |                        |

#### Közreműködő előadóként
| Cím                                                                             | Év   | Album          |
| ------------------------------------------------------------------------------- | ---- | -------------- |
| Outcome (Dead by April a Smash Into Pieces és Samuel Ericsson közreműködésében) | 2024 | The Affliction |